# Авукаја
Авукаја је народ који живи у Јужном Судану и ДР Конгу. Насељавају просторе тропских шума Западне Екваторије и севера Конга. Има их око 50.000 и живе углавном у мањим селима. Баве се пољопривредом и узгајају тропско воће. Говоре језиком авукаја који је из групе нило-сахарских језика.